# Mangidrano
Mangidrano è una città e comune del Madagascar situata nel distretto di Bealanana, regione di Sofia. 
La popolazione del comune rilevata nel censimento 2001 era pari a 12 924 unità.